# Río Aragón (Jaca)
Río Aragón (Jaca) este o arie protejată (arie specială de conservare — SAC, sit de importanță comunitară — SCI) din Spania întinsă pe o suprafață de 59,94 ha, integral pe uscat.

## Localizare
Centrul sitului Río Aragón (Jaca) este situat la coordonatele 42°33′28″N 0°38′05″W / 42.5579°N 0.634792°V.

## Înființare
Situl Río Aragón (Jaca) a fost declarat sit de importanță comunitară în ianuarie 1997 pentru a proteja 7 specii de animale. Situl a fost protejat și ca arie specială de conservare în februarie 2021.

## Biodiversitate
Situată în ecoregiunea mediteraneană, aria protejată conține 3 habitate naturale: Galerii de Salix alba și de Populus alba, Râuri de munte și vegetația lor lemnoasă cu Salix elaeagnos, Râuri de munte și vegetația lor lemnoasă cu Myricaria germanica.
La baza desemnării sitului se află mai multe specii protejate:
- mamifere (1): vidră de râu (Lutra lutra)
- nevertebrate (3): fluturele de noapte (Eriogaster catax), fluturele auriu (Euphydryas aurinia), rădașcă (Lucanus cervus)
- pești (3): Achondrostoma arcasii, Cobitis calderoni, Parachondrostoma miegii

Pe lângă speciile protejate, pe teritoriul sitului au mai fost identificate 18 specii de plante, 27 de specii de păsări, 6 specii de amfibieni, 3 specii de mamifere, 3 specii de pești, 2 specii de reptile.